# Melochia nodiflora
Melochia nodiflora är en malvaväxtart som beskrevs av Olof Swartz. Melochia nodiflora ingår i släktet Melochia och familjen malvaväxter. Inga underarter finns listade i Catalogue of Life.